# Stop Darmkanker
Stop Darmkanker is een Belgische vzw die als missie het vroegtijdig opsporen en voorkomen van darmkanker heeft. Dit wil zij bereiken door het verspreiden van kennis en voorlichting over darmkanker.

## Geschiedenis
De oprichting vond plaats in februari 2010 door maag-darmspecialist dr. Luc Colemont en 3 studenten. De officiële start vond plaats op 19 juli 2012 toen de statuten van Stop Darmkanker vzw verschenen in het Belgisch Staatsblad.
Sinds de zomer van 2014 is Stop Darmkanker geassocieerd met de internationale organisatie EuropaColon.
Op 1 december 2015 kreeg Stop Darmkanker de steun van ondernemer Marc Coucke. De vzw ontving daarbij een gift van 2.5 miljoen euro voor de verdere professionalisering van de organisatie.

## Informatieverstrekking
Oprichter en maag-darmspecialist dr. Luc Colemont geeft lezingen in binnen- en buitenland over darmkanker en de preventie ervan. In maart 2014 werd hij uitgenodigd door TEDxFlanders om zijn wens uit te spreken. Later dat jaar, op 8 december 2014, verscheen het boek “STOP DARMKANKER, kennis delen kan levens redden” in samenwerking met uitgeverij LannooCampus.

## Campagnes
Jaarlijks worden campagnes en acties georganiseerd. Deze worden vaak gesteund door Bekende Vlamingen waaronder Tom Waes, Goedele Liekens, Davy Brocatus en diverse politici. Een voorbeeld hiervan is ‘Dear Brad Pitt’. Op Brad Pitts 50ste verjaardag stuurde Stop Darmkanker een open brief aan Brad Pitt waarin hij werd opgeroepen om zichzelf te testen op darmkanker. De campagne won een prijs voor de “Best Online Non-Profit Campaign“ op de IAB Mixx-award.